# Henry Mintzberg
Henry Mintzberg (2 de setembro de 1939) é um renomado acadêmico e autor de diversos livros na área de administração. Ele é Ph.D. pela MIT Sloan School of Management e atualmente é professor na Universidade McGill, no Quebec, Canadá, onde leciona desde 1968, após ter concluído seu Mestrado em Gerência no MIT.

## Escritor
Henry Mintzberg é um autor muito produtivo, escrevendo sobre estratégia de Gerência e de Negócios, com mais de 170 artigos publicados e treze livros no seu nome. Seu mais produtivo livro, “A Ascensão e a queda do Planejamento Estratégico”, critica algumas das práticas de hoje do planejamento estratégico, e é considerado leitura essencial para qualquer um que queira fazer parte do processo de tomada de decisões dentro de sua organização.
Recentemente publicou um livro chamado Managers Not MBAs (traduzido com o título "MBA? Não, obrigado") onde esboça o que considera errado com a gerência hoje e, particularmente controvertido, escolhe como alvo prestigiosas e graduadas Instituições de Ensino em Administração e Negócios, tais como HBS (da Universidade de Harvard), Wharton (da Universidade da Pensilvânia) como exemplos do que a obsessão por números e um excesso de zelo em fazer do gerenciamento uma Ciência realmente podem danificar a disciplina da gerência. Ele sugere também um novo programa de ensino, mirando em gerentes com prática (em oposição a jovens estudantes com pouca experiência do mundo real) e enfatizando que lições práticas pode ser muito mais apropriado. 
Dentro dessa crítica, ele teve duas iniciativas fundamentais, criando primeiramente o renomado Programa alternativo aos MBAs tradicionais, International Masters in Practicing Management, onde os executivos têm foco na discussão e reflexão com base em suas próprias experiências e de seus colegas, sendo os Professores meros facilitadores do aprendizado(IMPM)
A segunda iniciativa, fundamentada na metodologia inovadora do IMPM, é a criação da empresa focada em desenvolvimento organizacional, juntamente como Phil LeNir, chamada CoachingOurselves International. Empresa essa que tem como objetivo fornecer uma solução in-company, fundamentada nessa revolucionária ideia de desenvolvimento gerencial, aliando prática (a própria experiência dos gestores e de seus pares) e teoria gerencial, chancelada pelas principais autoridades do mundo de gestão. Mintzberg almeja de forma bastante ousada, conseguir paulatinamente "Mudar a maneira como se pratica Gestão".
Ironicamente, embora fosse um crítico sobre estratégias de consultores de negócios, ganhou duas vezes o prêmio McKinsey por ter a publicado o melhor artigo na revista “Harvard Business Review”.
Mais recentemente, ele lançou o livro Managing: Desvendando o dia a dia da Gestão, pela Editora Bookman, no qual ele procuram desmistificar o gestor como alguém que é um planejador sistemático, sem interrupções e que tem controle de tudo na organização, gerindo-a como uma orquestra sinfônica, de forma cadenciada e afinada. Assim, ele mostra que o gestor, na verdade, gerencia em três níveis: ação, informação e pessoas, sendo interrompido constantemente, numa dinâmica extremamente acelerada e pouco previsível.

## Vida Pessoal
Henry Mintzberg é casado com Sasha Sadilova e tem dois filhos de um casamento anterior, Susie e Lisa.

## Obras (em inglês)
| 1973 | The Nature of Managerial Work                                                                                  |
| 1979 | The Structuring of Organizations: A Synthesis of the Research                                                  |
| 1983 | Power In and Around Organizations                                                                              |
| 1983 | Structure in fives: Designing Effective Organizations                                                          |
| 1989 | Mintzberg on Management: Inside Our Strange World of Organizations                                             |
| 1991 | The Strategy Process: (with Joe Lampel, Sumantra Ghoshal and J.B. Quinn)                                       |
| 1994 | The Rise and Fall of Strategic Planning: Reconceiving the Roles for Planning, Plans, Planners (Mintzberg 1994) |
| 1998 | Strategy Safari (with Bruce Ahlstrand and Joseph Lampel)                                                       |
| 2000 | Managing Publicly (with Jacques Bourgault)                                                                     |
| 2000 | Why I Hate Flying                                                                                              |
| 2004 | Managers not MBAs (Mintzberg 2004)                                                                             |
| 2005 | Strategy Bites back                                                                                            |
| 2007 | Tracking Strategies: Towards a General Theory of Strategy Formation                                            |
| 2009 | Managing |
| 2009 | Management? It´s not What you Think! (with Bruce Ahlstrand and Joseph Lampel)                                  |
| 2011 | Managing the Myths of Health Care (forthcoming)                                                                |

## Obras (em português)
| 2004 | "Ascensão e Queda do Planejamento Estratégico." Henry Mintzberg. Editora Bookman - ISBN 9788536303055                                                                     |
| 2005 | "Criando Organizações Eficazes: Estruturas em cinco configuações", 2ª edição, Henry Mintzberg. Editora: Atlas - ISBN 9788522433995                                        |
| 2006 | "MBA? Não, Obrigado! Uma visão crítica sobre a gestão e o desenvolvimento de gerentes." Henry Mintzberg. Editora Bookman - ISBN 8536306076                                |
| 2006 | "O Processo da Estratégia - 4.ed. conceitos, contextos e casos seleccionados." Henry Mintzberg, Lampel, Quinn & Ghoshal. Editora Bookman - ISBN 9788536305875             |
| 2010 | "Managing: Desvendando o dia a dia da gestão." Henry Mintzberg. Editora Bookman - ISBN 9788577806690                                                                      |
| 2010 | "Safári de estratégia - 2.ed.: Um roteiro pela selva do planejamento estratégico." Henry Mintzberg, Bruce Ahlstrand & Joseph Lampel. Editora Bookman - ISBN 9788577807215 |